# Rudolf Dollinger
Rudolf Dollinger (ur. 4 kwietnia 1944 w Telfes im Stubai) – austriacki strzelec sportowy. Dwukrotny brązowy medalista olimpijski.
Specjalizował się w strzelaniu pistoletowym. Brał udział w dwóch igrzyskach olimpijskich (IO 72, IO 76), na obu zdobywał medale. W 1972 i 1976 był trzeci w konkurencji pistoletu dowolnego na dystansie 50 metrów. W 1977 zdobył srebro mistrzostw Europy w pistolecie pneumatycznym na dystansie 10 metrów.